# BMW M
BMW M, eller BMW Motorsport GmbH, er et datterselskab til BMW som blandt andet udvikler og producerer højtydende bilteknik. Denne teknik benyttes i modificerede BMW-bilmodeller, og i dag findes modellerne BMW M2 M3, M5, M6 og Z4 M. Også en M1 har fandtes og var den første M-model, men den har dog intet at gøre med den nuværende 1-serie.

## Historie
Den 24. maj 1972 besluttede BMW's bestyrelse sig for at starte datterselskabet Motorsport GmbH, som skulle tage hånd om BMW's motorsport. Først kom modellen 3.0 CSL, som blandt andet gav BMW en række gevinster i forskellige europæiske kampe. I slutningen af 1970'erne blev 3.0 CSL desuden godkendt til gadekørsel, hvilket var starten på en ny æra av højtydende biler fra BMW.
Firmaet begyndte så småt at skifte karakter fra Motorsport GmbH til M GmbH, da man ikke havde al koncentrationen på motorsport men også på gadebiler. I 1978 præsenterede BMW M på Paris Motor Show deres første bilmodel med betegnelsen M, BMW M1.
Siden er der blevet introduceret en række forskellige M-modeller, heriblandt M535i, M3, M5, M6 samt prototyper som M8.

### BMW M-modeller gennem tiden

#### Serieproducerede modeller
- E26 M1 (1979−1981)
- E12 M535i (1980−1981)
- E24 M635CSi (1983−1989)
- E23 745i SA (1984−1986)
- E28 M535i (1984−1987), anses ikke som en ægte M da den ikke har M-motor
- E28 M5 (1984−1987)
- E30 M3 (1985−1990)
- E30 M3 cabriolet (1988−1991)
- E34 M5 (1988−1995)
- E34 M5 Touring (1992−1995)
- E36 M3 (1992−1999)
- E31 850CSi (1992−1996)
- E36 M3 cabriolet (1994−1999)
- E36 M3 sedan (1994−1997)
- E36 M3 R (1994)
- E36 M3 GT (1995)
- E36 M3 Evo (?)
- E34 M540 (1995) (model til Canada bygget i 32 eksemplarer)
- E36 M3 GT2 (?)
- E36 M3 GTR DTM (?)
- E36 M3, ny motor (1996−1999)
- E36/7 Z3 M Coupé (1998−?)
- E36/7 Z3 M Roadster (1998−?)
- E39 M5 (1998−2003)
- E46 M3 (2000−)
- E36/7 Z3 M Coupé, ny motor (2001−?)
- E36/7 Z3 M Roadster, ny motor (2001−?)
- E46 M3 GTR (2001)
- E60 M5 (2004−)
- E61 M5 Touring (2005−)
- E63 M6 (2005−)
- E64 M6 Cabriolet (2006−)
- E85 M Roadster (2006−)
- E86 M Coupé (2006−)
- E92 M3 Coupé (2007−)
- E90 M3 (2007−2012)
- F80 M3 (2013−)

#### Prototyper
- E31 M8 (1991)
- E36 M3 Compact (1996) (kun bygget i ét enkelt eksemplar)
- E39 M5 Touring (?)
- E61 M5 Touring (?)
- E63 M6 CSL (?)
- E87 M1 (?)
- E90 M3 (2007)
- E90 1M (2011)

### McLaren F1
Motoren i McLaren F1 er en videreudvikling af den motor som skulle have været benyttet i BMW M8, en V12-motor på 6,0 liter med 627 hk.

### Nyere M-modeller
En af de nyere M-modeller er M5, baseret på F10-platformen. Bilens V8-motor kan yde op til 550 hk.
Et andet eksempel på BMW M's ingeniørkunst er deres specialfremstillede motor til McLaren F1.

### M-emblemet
Samtlige BMW M-modeller udstyres på diverse steder med BMW M's karakteristiske emblem i hvilket farverne turkis, blå og rød indgår.
Også McLaren F1's BMW M-motor prydes af BMW M-emblemet samt BMW M's slogan "M Power".

### M Power
M Power, som er BMW M's slogan, antyder blandt andet at kraften i den specifikke M-model kommer fra BMW M.

## Udstyr
Selv om BMW's M-modeller ser meget almindelige ud, på trods af deres effekt, har de en hel del specielle træk:
- Karakteristiske runde M-sidespejle
- Ekstra store luftindtag i den forreste spoiler
- "Gæller" i siden af forskærmen
- Fire udblæsninger på de nyere modeller, og to på de ældre
- Lavere frihøjde
- Større for- og bagspoiler
- M-emblem til højre på bagklappen
- En lille M-vinge på bagklappen
- Diverse kulfiberkomponenter både ud- og indvendigt
- Rat, kombiinstrument, gearstangsknop, måtter, nøgler, sæder etc. med M-emblem
- Generelt mere aggressivt udseende

## Konkurrenter
BMW M er ikke alene om specialfremstilling af diverse BMW-modeller og har dermed en del konkurrenter, heriblandt Alpina, AC Schnitzer og Hartge.